# Desarrollo basado en funcionalidades
El desarrollo basado en funcionalidades (en inglés: feature-driven development, FDD) es un enfoque de desarrollo ágil de software desarrollado por Jeff De Luca y Peter Coad. Los desarrolladores se agrupan en dos tipos, "dueños de clases" o "programadores jefe".
El proceso del diseño y construcción comprende cinco fases:
1. Desarrollar un modelo global;
2. Construir una lista de funcionalidades;
3. Planificar por funcionalidad;
4. Diseñar por funcionalidad;
5. Construir por funcionalidad.